# Ingeborg (cantora)
Ingeborg (nascida Ingeborg Thérèse Marguerite Sergeant, Menen, Bélgica, 15 de outubro de 1966) é uma cantora e apresentadora de televisão belga, conhecida por representar o seu país, a Bélgica no Festival Eurovisão da Canção 1989.

## Início da carreira
Ingeborg estudou no Studio Herman Teirlinck em Antuérpia, uma escola para jovens cantores e atores. Um dos seus colegas foi Stef Bos, com quem viria a ter uma relação profissional e a contrair matrimónio. Com outros seus colegas, veio a formar a banda Zwiep en Brons e ganhou o prémio de júri da competição musical Leids Cabaret Festival 1988, realizada na cidade holandesa de Leiden.

## Festival Eurovisão da Canção
Ingeborg representou a Bélgica no Festival Eurovisão da Canção 1989, com a canção "Door de wind", terminando a competição em 19º lugar, entre 20 participantes.

## Carreira posterior
Em 1990, começou a trabalhar como apresentadora de televisão, tendo apresentado programas como Blind Date, All You Need is Love, Bluff! e o programa infantil Schuif Af! que apresentou entre 1990 e 2006.
Desde 1999, Ingeborg é instrutora de yoga e meditação.

## Discografia

### Álbuns
- 1990 - Voor één seconde
- 1994 - Dertien daarom droom
- 1995 - Hartrock
- 2001 - Het beste van mezelf: Ingeborg zingt 20 jaar
- 2007 - Laat me zingen over Liefde
- 2017 - Where the sky touches the sea

### Singles
- 1989 - "Door de wind"
- 1990 - "Ga Niet Weg"
- 1991 - "Als Dat Gebeurt"
- 1991 - "Waarom"
- 2002 - "Zo Dichtbij"
- 2005 - "Become Silent"
- 2017 - "Laat Het maar los"
- 2017 - "Gratitude"